# Попов, Павел Ильич (государственный деятель)
Павел Ильич Попов (1872—1950) — советский государственный деятель.

## Биография
В 1892 году окончил Иркутскую учительскую семинарию. С 1904 по 1906 год прослушал три курса Агрономической академии в Берлине.
1892 по 1895 год — работал учителем в Усть-Уде, познакомился с политическими ссыльными
1895 по 1896 год — переехал в Санкт-Петербург для продолжения образования
1896 по 1898 год — арестован за революционную деятельность и после заключения был выслан в Уфимскую губернию, начал заниматься статистикой. Находясь в ссылке, познакомился с В. И. Лениным, проездом из сибирской ссылки заезжавшим в Уфу, где жила Н. К. Крупская, и сосланным в Уфу А. Д. Цюрупой. У Попов с Цюрупой сложились дружеские отношения. После того как Цюрупа занял высокие должности в большевистском правительстве и до середины 1920-х годов, он оказывал Попову влиятельную поддержку.
1898 по 1900 год — статистик статистического бюро Уфимского губернского земства
1900 по 1901 год — заведующий разработкой материалов по народному образованию статистического бюро Самарского губернского земства
1901 по 1902 год — руководитель разработки статистических материалов по частновладельческому хозяйству Смоленского губернского статистического бюро
1902 по 1904 год — руководил статистическими отрядами Вологодского губернского статистического бюро
1904 по 1906 год — обучался в Агрономической академии в Берлине
1906 по 1909 год — помощник заведующего статистическим бюро Харьковского губернского земства
1909 по 1909 год — помощник заведующего статистическим отделом переселенческого управления Министерства земледелия
1909 по 1917 год — заведующий статистическим бюро Тульского губернского земства
1917 по 1917 год — заведующий отделом сельскохозяйственной переписи 1916 года Министерства продовольствия (с июля 1917 г. — Министерство земледелия)
1917 по 1918 год — заведующий отделом статистики Наркомата земледелия
1918 по 1918 год — заведующий отделом статистики ВСНХ РСФСР
1918 по 1926 год — статистик, управляющий Центральным Статистическим Управлением (ЦСУ) РСФСР и СССР в ранге народного комиссара.
Совместно с Л. Н. Литошенко возглавлял работу по составлению первого в мире межотраслевого баланса (баланс народного хозяйства СССР на 1923/24 хозяйственный год).
1924 — вступил в Коммунистическую партию
1922 по 1928 год — член Президиума Госплана СССР
1926 по 1928 год — заведующий сводно-плановым отделом Госплана РСФСР
1928 по 1929 год — директор Конъюнктурного института ЦСУ СССР, член Коллегии ЦСУ СССР
1929 по 1931 год — член президиума ВАСХНИЛ
1931 по 1948 год — начальник отдела сельского хозяйства Госплана РСФСР
1948 год — персональный пенсионер союзного значения
Похоронен на Новодевичьем кладбище.

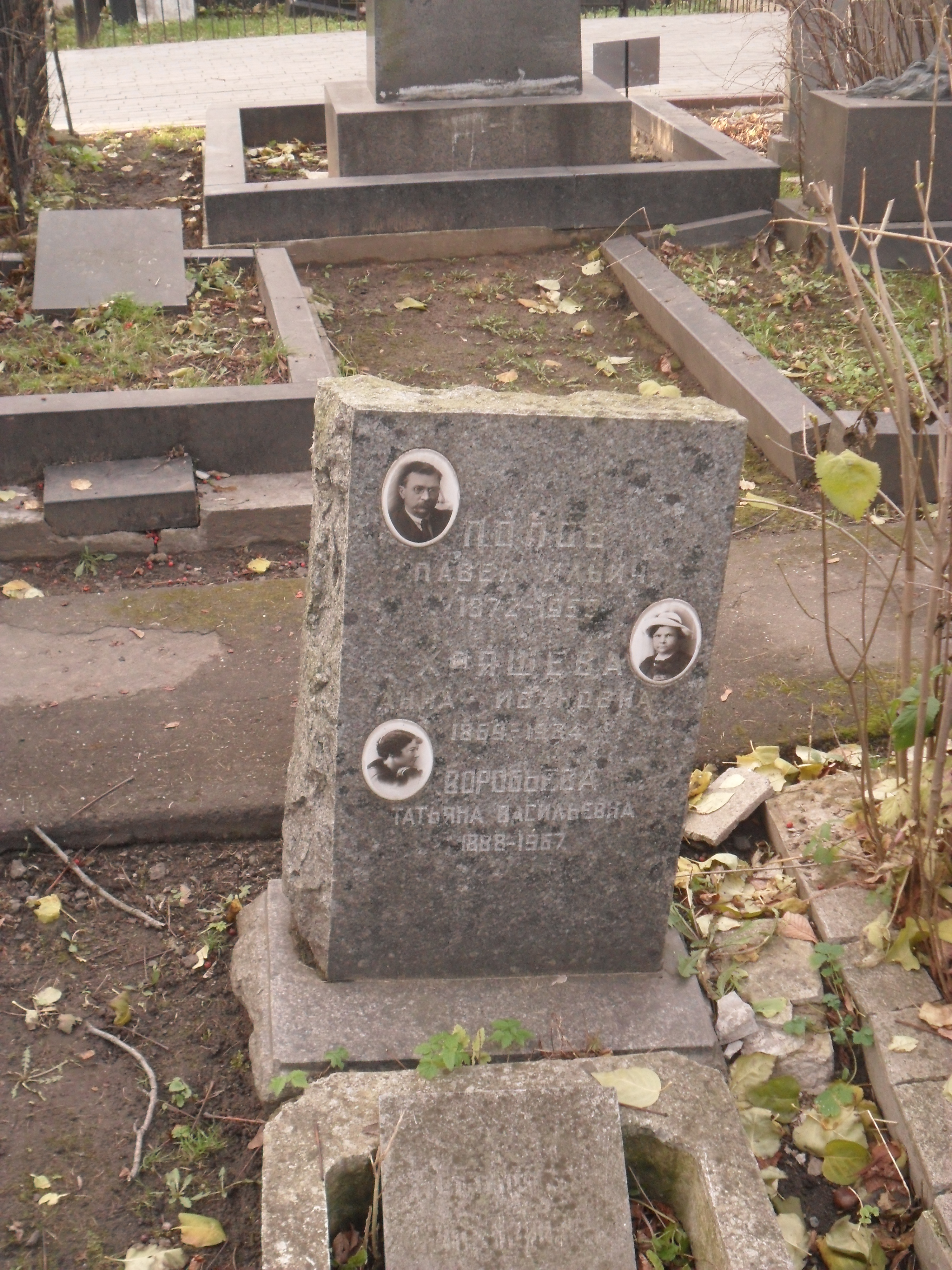
Могила Попова на Новодевичьем кладбище Москвы.

Жена — Хрящева Анна Ивановна (1868—1934), статистик, член коллегии ЦСУ РСФСР и ЦСУ СССР (1919—1929), заместитель управляющего ЦСУ СССР, заведующий отделом динамики сельского хозяйства ЦСУ РСФСР, СССР.

## Награды
- Орден Трудового Красного Знамени
- Орден Отечественной войны 2-й степени

## Научные работы и статьи
???? — Общий очерк распределения поземельной собственности в европейской России
???? — Организация государственной статистики в РСФСР
???? — Динамика цен
???? — Сельское хозяйство республики
???? — Кооперация
???? — Государственная статистика и Владимир Ильич
???? — К вопросу о балансе народного хозяйства
???? — О замене сельхозналога изъятием земельной ренты
???? — Экономический подъём деревни
???? — К истории первых лет советской государственной статистики
???? — Задачи всесоюзной переписи
1890 — Горнопромышленники и земство
1918 — Крестьянство в войне и революции
1918 — Аграрная реформа или социализация земли
1921 — Сельское хозяйство РСФСР
1923 — К вопросу о методах исследования крестьянских хозяйств
1924 — Роль сельского хозяйства вообще и отдельных групп крестьянства в образовании рынка
1924 — Группы и классы в крестьянстве
1924 — Аренда в крестьянском хозяйстве
1925 — К вопросу о принципах группировки массовых статистических материалов в целях изучения классов в крестьянстве
1926 — О состоянии сельского хозяйства в 1925 г.
1926 — О дифференциации крестьянства
1927 — Динамика сельского хозяйства
1931 — В. И. Ленин и государственная статистика
1936 — О переписи населения в январе 1937 г.
1950 — Производство хлеба в царской России
Кроме того, принимал непосредственное участие в подготовке инструкций и программы статистических обследований крестьянских хозяйств, подготавливал разработочные таблицы по итогам сельскохозяйственных переписей 1917, 1919, 1920 годов.
- Производство хлеба в Р.С.Ф.С.Р. и федерирующихся с нею республиках : (Хлебная продукция). — [М.:] Гос. изд-во, 1921. — 56 с.
- Сельское хозяйство Союза Республик : краткая экономико-статическая характеристика. — М. ; Л. : Экономическая Жизнь, 1924. — 46, [1] с. — (Библиотека «Экономическая жизнь»)
- Мировое хозяйство и экономическое положение СССР. — М. ; Л. : Гос. изд-во, 1925. — 68 с. : табл.
- Баланс народного хозяйства Союза ССР 1923-24 года. / Под ред. П. И. Попова. М.: Республиканский информационно-издательский центр, 1993. (Репринтное воспроизведение издания 1926 г.)